# Công ty TNHH hàng không Nakajima

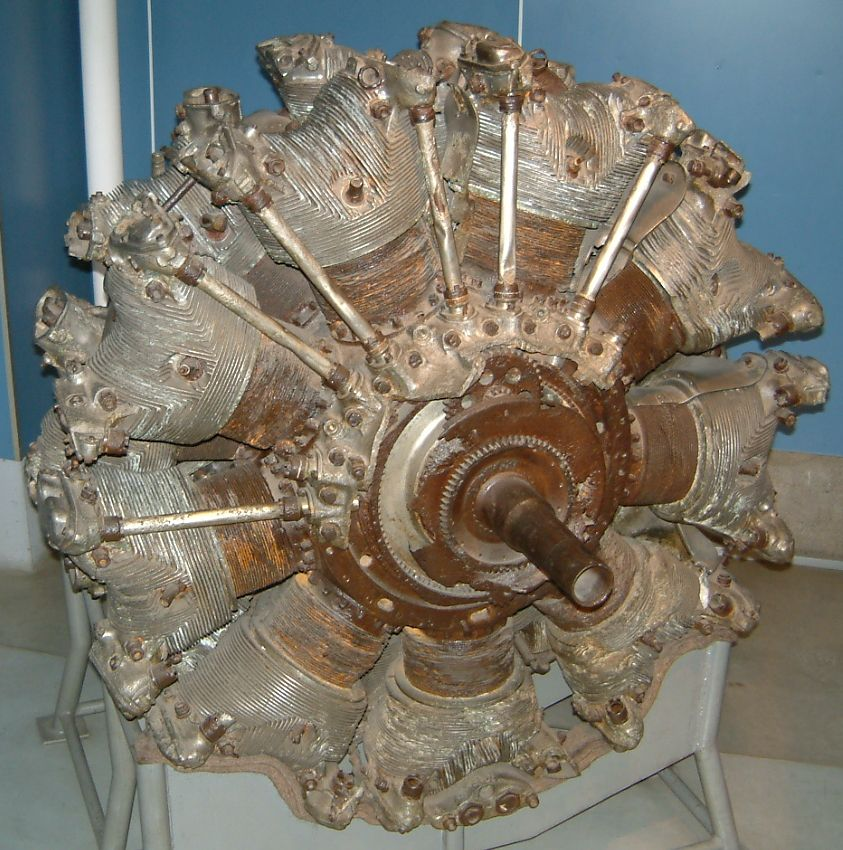
Động cơ Nakajima Homare do hãng Nakajima sản xuất

Công ty TNHH hàng không Nakajima (中島飛行機株式会社 (Trung Đảo phi hành cơ chu thức hội xã) Nakajima Hikōki Kabushiki Kaisha) là một hãng sản xuất máy bay và động cơ hàng không nổi tiếng của Nhật Bản trong suốt Chiến tranh thế giới thứ hai.

## Lịch sử
Là nhà sản xuất máy bay đầu tiên của Nhật Bản, công ti được thành lập năm 1918 bởi một kỹ sư hải quân, Chikuhei Nakajima, và một nhà sản xuất dệt may, Seibei Kawanishi với tên gọi là Nihon Hikoki (Máy bay Nhật). Năm 1919, hai nhà sáng lập tách ra và Nakajima mua lại nhà máy của Nihon Hikoki với sự giúp đỡ ngầm của Lục quân Đế quốc Nhật. Công ty được đổi tên thành Công ty Máy bay Nakajima vào năm 1919.
Các cơ sở sản xuất của Công ty Máy bay Nakajima bao gồm:
- Nhà máy Tokyo
- Nhà máy Musashino
- Nhà máy Donryu
- Nhà máy Ota, gần ga Ōta. Được Thiên hoàng Shōwa thăm vào ngày 16 tháng 11 năm 1934. Bị thiệt hại nghiêm trọng bởi cuộc oanh tạc của Mỹ vào ngày 10 tháng 2 năm 1945. Hiện tại là một nhà máy của Tập đoàn Subaru.
- Nhà máy Koizumi,gần ga Nishi-Koizumi. Bị phá hủy nghiêm trọng bởi cuộc oanh tạc của Mỹ vào ngày 3 tháng 4 năm 1945. Hiện tại là một nhà máy Sanyo.

## Sau thế chiến thứ hai
Sau thất bại của Nhật Bản trong Chiến tranh thế giới thứ hai, công ty đã phải đóng cửa vì việc sản xuất và nghiên cứu máy bay bị cấm bởi Tư lệnh tối cao cho các cường quốc Đồng minh. Điều này đã tác động nghiêm trọng đến Nakajima vì nó là một trong hai nhà sản xuất máy bay lớn nhất, cùng với Công ty công nghiệp nặng Mitsubishi. Tuy nhiên, không giống Mitsubishi, nó đã không đa dạng hóa trong ngành đóng tàu và máy móc nói chung, và do đó phải tan rã thành một số công ty nhỏ lẻ do các nhà quản lý, kỹ sư và công nhân cũ thành lập. Kết quả là, các kỹ sư hàng không hàng đầu của Nakajima, như Ryoichi Nakagawa, đã giúp biến đổi ngành công nghiệp ô tô của Nhật Bản.
Công ty được mở cửa lại với tên gọi Công ty Công nghiệp nặng Fuji, nhà sản xuất xe tay ga Fuji Rabbit và xe Subaru, và Fuji Seimitsukōgyō (sau này đổi tên thành Công ty Công nghiệp ô tô Prince sáp nhập với Nissan vào tháng 8 năm 1966), nhà sản xuất xe Prince Skyline và Prince Gloria. Fuji bắt đầu lại sản xuất máy bay vào giữa những năm 1950 và đã sản xuất máy bay huấn luyện quân sự và trực thăng cho Lực lượng Phòng vệ Nhật Bản. Năm 2017 nó đổi tên thành Tập đoàn Subaru.

## Sản phẩm

### Máy bay động cơ piston

#### Dân dụng
- Nakajima AT-2 九七式輸送機 - 1936 Máy bay chở khách

#### Không lực Lục quân Đế quốc

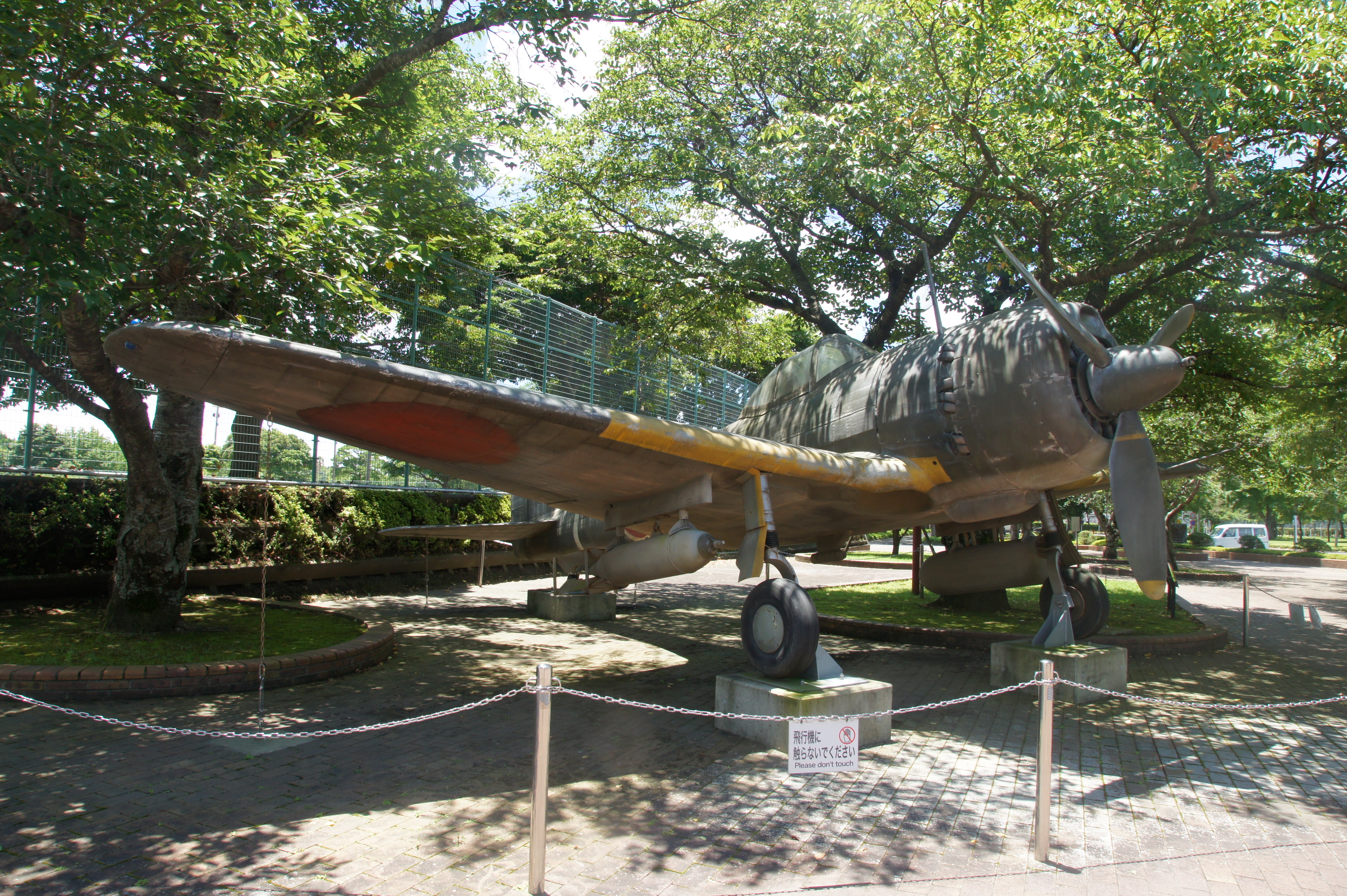
Máy bay Ki-43

- Nakajima Ki-4 - 1933 Máy bay trinh sát
- Nakajima Ki-6 - 1930 Máy bay vận tải, huấn luyện
- Nakajima Type 91 九一式戦闘機 - 1931 Máy bay chiến đấu cánh dù Lục quân
- Nakajima Ki-8 - 1934 Máy bay chiến đấu thử nghiệm
- Nakajima Ki-11 - 1934 Máy bay chiến đấu thử nghiệm
- Nakajima Ki-12 - 1936 Máy bay chiến đấu thử nghiệm
- Nakajima Ki-19 キ19 航空機 - 1937 Máy bay ném bom hạng nặng Lục quân (chỉ có bản thử nghiệm)
- Nakajima Ki-27 九七式戦闘機 - 1936 Máy bay chiến đấu Lục quân
- Nakajima Ki-34 九七式輸送機 - 1937 Phiên bản vận tải cho Lục quân của chiếc AT-2
- Nakajima Ki-43 隼 Hayabusa (Diều Hâu) - 'Oscar' 1939 Máy bay chiến đấu Lục quân
- Nakajima Ki-44 鍾馗 Shoki (Chung Quỳ) - 1940 Máy bay chiến đấu Lục quân
- Nakajima Ki-62 - 1941 Máy bay chiến đấu thử nghiệm, cạnh tranh với thiết kế Kawasaki Ki-61
- Nakajima Ki-49 呑龍 Donryu (Thôn Long) - 1941 Máy bay ném bom hạng trung Lục quân
- Nakajima Ki-84 疾風 Hayate (Tật Phong) - 1943 Máy bay chiến đấu Lục quân
- Nakajima Ki-87 - 1945 Máy bay tiêm kích tầm cao
- Nakajima Ki-115 剣 Tsurugi (Kiếm) - 1945 Máy bay tấn công đặc biệt (Cảm tử)
- Nakajima Ki-116 - 1945 Máy bay chiến đấu một chỗ ngồi

#### Không lực Hải quân Đế quốc

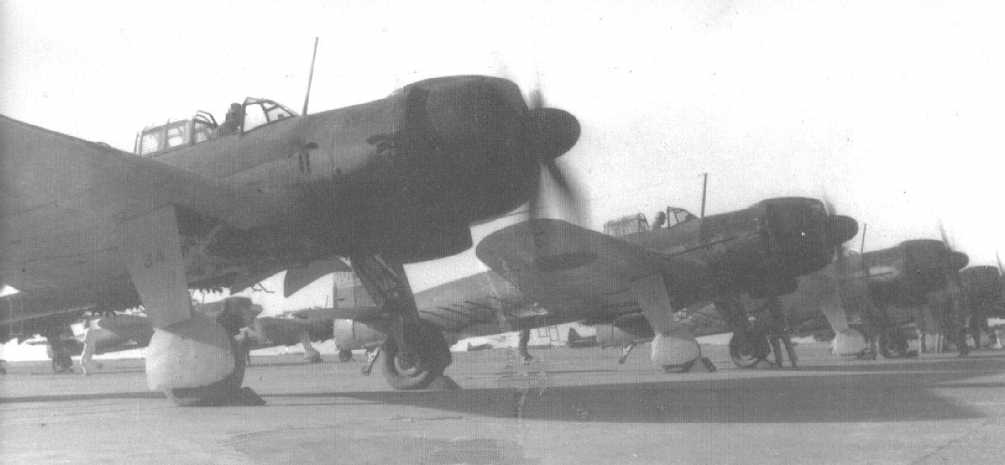
Máy bay tấn công B6N2 chuẩn bị cất cánh

##### Máy bay chiến đấu
- Nakajima A1N - 1927 Máy bay chiến đấu trên tàu sân bay
- Nakajima A2N 九〇式艦上戦闘機 - 1930 Máy bay chiến đấu cánh kép trên tàu sân bay
- Nakajima A4N 九五式艦上戦闘機 - 1935 Máy bay chiến đấu trên tàu sân bay
- Nakajima A6M2-N 二式水戦 Nishiki-suisen (Thủy phi cơ chiến đấu Kiểu 2) - 1941 phiên bản thủy phi cơ của chiếc Mitsubishi A6M

##### Máy bay tấn công
- Nakajima B3N - 1933 Máy bay phóng lôi Hải quân
- Nakajima B5N 九七式艦攻 Kyushichishiki-kanko (Máy bay tấn công trên tàu sân bay Kiểu 97) - 'Kate' 1937 Máy bay ném lôi Hải quân
- Nakajima B6N 天山 Tenzan (Thiên Sơn) - máy bay ném lôi Hải quân

##### Máy bay trinh sát
- Nakajima C3N - 1936 Máy bay trinh sát trên tàu sân bay
- Nakajima C6N 彩雲 Saiun (Thái Vân) - 1943 Máy bay trinh sát trên tàu sân bay
- Nakajima E2N - 1927 Thủy phi cơ trinh sát
- Nakajima E4N - 1930 Thủy phi cơ trinh sát
- Nakajima E8N 九五式水上偵察機 - 1935 Thủy phi cơ trinh sát

##### Máy bay chiến đấu trên cạn
- Nakajima J1N 月光 Gekko (Nguyệt Quang) - 1941 Máy bay chiến đấu về đêm Hải quân
- Nakajima J5N 天雷 Tenrai (Thiên Lôi) - 1944 Máy bay tiêm kích hai động cơ trên đất liền Hải quân

##### Máy bay ném bom
- Nakajima G5N 深山 Shinzan (Thâm Sơn) - 1941 Máy bay ném bom hạng nặng bốn động cơ
- Nakajima G8N 連山 Renzan (Liên Sơn) - 1945 Máy bay ném bom hạng nặng bốn động cơ
- Nakajima G10N 富嶽 Fugaku (Phú Sĩ) - 1945 Dự án máy bay ném bom hạng nặng sáu động cơ

##### Máy bay chở khách
- Nakajima LB-2 - 1936 Máy bay ném bom hai động cơ
- Showa/Nakajima L2D - 1939 Máy bay chở khách, máy bay vận tải

### Máy bay phản lực thử nghiệm
- Nakajima Kikka 橘花 Kikka (Quất Hoa) 1945 Máy bay phản lực thử nghiệm trên đất liền cho Hải quân, hai bản mẫu được sản xuất.
- Nakajima Ki-201  火龍 Karyu (Hỏa Long) - 1945 Máy bay phản lực của Lục quân với thiết kế giống chiếc Messerschmitt Me 262 của Đức, chỉ tồn tại ở dạng dự án.

### Động cơ máy bay
- Nakajima Ha5
- Nakajima Hikari
- Nakajima Homare
- Nakajima Kotobuki
- Nakajima Mamoru
- Nakajima Sakae - dùng cho cả chiếc Mitsubishi A6M Zero chiếc Nakajima Ki-43 của họ.

### Dẫn chứng
1. ↑  . ISBN 0-19-828802-6. {{Chú thích sách}}: |title= trống hay bị thiếu (trợ giúp)|tựa đề= trống hay bị thiếu (trợ giúp)